# Cirk
Cirk je erozijski oblik glacijalnog procesa i podrazumijeva izvorišno područje ledenjaka. Cirkovi su u obliku amfiteatralnih udubljenja koja su nastala djelovanjem snijega i leda.
Snijeg, firn i led ispunjavaju cijelu dolinu i pod težinom svoje mase led se polukružno kreće stvarajući amfiteartalna udubljenja-cirkove. Iz cirkova se led spušta u niže dijelove doline. Snagom koju posjeduje led dubi i širi podlogu po kojoj se kreće i oblikuje ledničku dolinu - valov.
Uobičajeni nazivi za cirk još su i krnica te kar.